# José Luis Chilavert
José Luis Félix Chilavert González (Luque, 27. srpnja 1965.) je bivši paragvajski nogometni vratar. Proglašavan je za najboljeg svjetskog vratara 1995., 1997. i 1998. 
Osim što je bio jedan od najboljih vratara, Chilavert je bio poznat i po izvođenju slobodnih udaraca, te jedanaesteraca. Bio je prvi vratar koji je to radio, te je bio najbolji strijelac svih vremena među vratarima, dok ga 2006. nije prestigao Brazilac Rogerio Ceni. U svojoj karijeri zabio je čak 62 gola, od čega 8 za paragvajsku reprezentaciju.

## Trofeji
Momčadski naslovi
- Liga Paraguaya 1984. (Club Guaraní)
- Primera División Argentina 1993. Clausura (Vélez Sarsfield)
- Copa Libertadores 1994. (Vélez Sarsfield)
- Interkontinentalni kup 1994. (Vélez Sársfield)
- Primera División Argentina 1995. Apertura (Vélez Sarsfield)
- Primera División Argentina 1996. Clausura (Vélez Sarsfield)
- Copa Interamericana 1996. (Vélez Sarsfield)
- Supercopa Sudamericana 1996. (Vélez Sarsfield)
- Recopa Sudamericana 1997. (Vélez Sarsfield)
- Primera División Argentina 1998. Clausura (Vélez Sarsfield)
- Coupe de France 2001. (RC Strasbourg)
- Primera División Uruguaya 2003. (Peñarol)

Individualne nagrade
- IFFHS Najbolji svjetski vratar godine 1995.
- Igrač godine Argentinske lige 1996.
- Južnoamerički igrač godine 1996.
- IFFHS Najbolji svjetski vratar godine 1997.
- IFFHS Najbolji svjetski vratar godine 1998.
- 55. mjesto na ljestvici najboljih nogometaša 20. stoljeća

## Vanjske poveznice
- IFFHS ljestvica najboljih strijelaca među vratarima
- IFFHS Najbolji svjetski vratar godine